# Risurrezione della carne

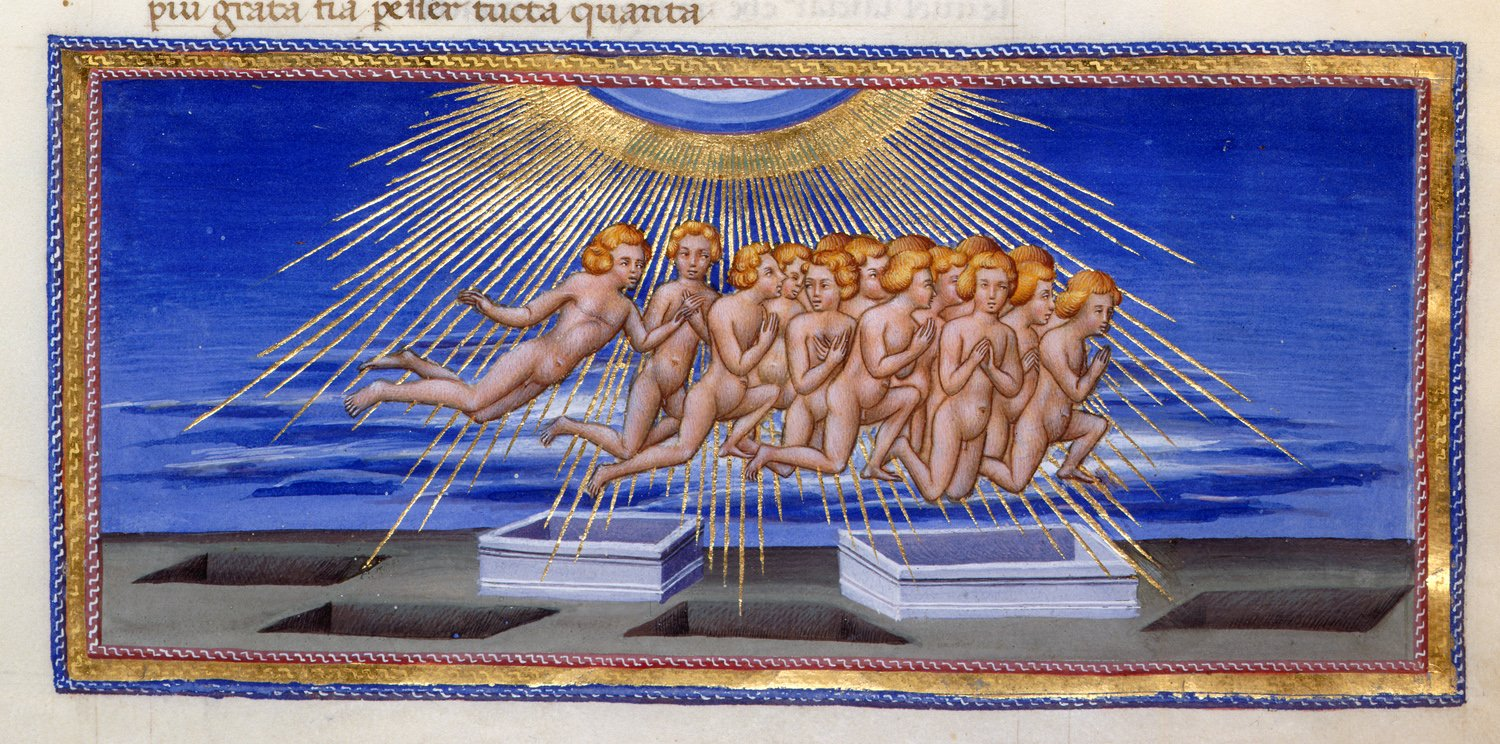
Resurrezione dei morti, di Giovanni di Paolo (1440 circa)

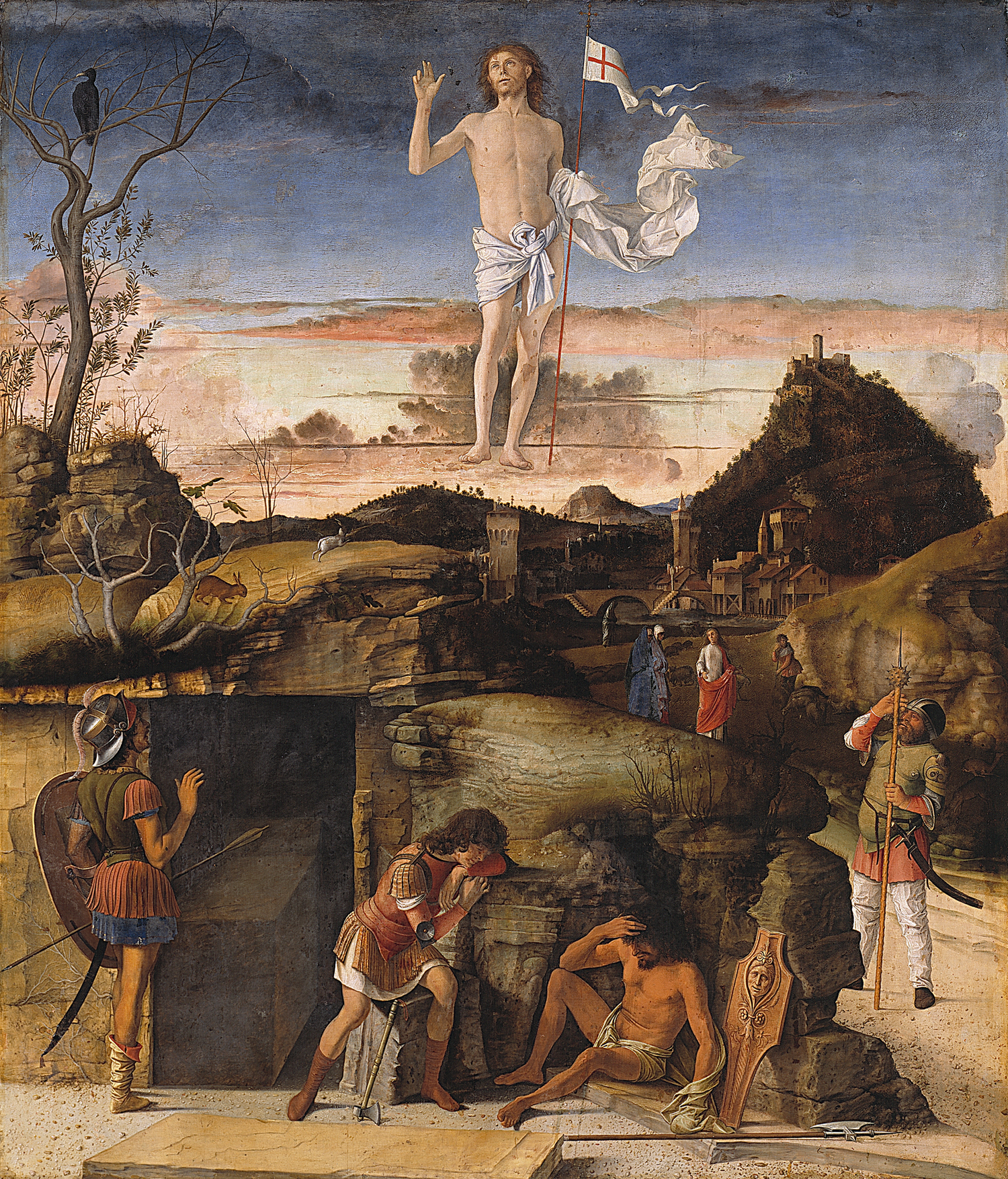
Resurrezione di Cristo, di Giovanni Bellini (Gemäldegalerie, Berlino)

La resurrezione della carne è una dottrina escatologica affermata dalla Chiesa cattolica, da quella ortodossa e da altre confessioni cristiane, che sostiene la resurrezione universale dei morti, cioè che alla fine dei tempi, dopo il Giudizio universale, tutti i corpi dei defunti risusciteranno e si ricongiungeranno alle rispettive anime per la salvezza eterna in Paradiso o per la dannazione eterna all'Inferno (Giovanni 5:29).
La risurrezione della carne non è la semplice rianimazione di un corpo, ma ha luogo mediante una trasformazione della materia e della corporeità, delle sue leggi e delle sue forme, in modo tale che il corpo, pur essendo quello terreno viene reso adatto alla vita eterna nel cielo. L'Ascensione di Gesù 
e l'Assunzione di Maria al cielo in anima e corpo sono ritenuti dai cattolici come un anticipo di questa risurrezione gloriosa della carne. 

## Storia
La resurrezione della carne era ammessa dallo zoroastrismo persiano, per il quale la resurrezione dei morti si verificherà dopo l'avvento del "Salvatore venturo" (il Saošyant), cui seguirà il giudizio finale che condannerà ogni forma di male all'annientamento. Tale idea è presente anche nell'Islam.
La resurrezione dei morti è affermata nel Credo niceno.
La fede nella resurrezione alla fine dei tempi era diffusa già nell'ebraismo almeno a partire dal II secolo a.C. (vedi, ad esempio, 2 Maccabei 7, Ezechiele 3:1-14 e Osea 6:2, nonché
Daniele 12, 1-3 anche con riferimento alla risurrezione degli empi e Giobbe 19,26, “Resusciterai questa mia carne che ha patito queste cose”), ma non faceva parte della dottrina "ufficiale", anche perché i libri dei Maccabei sono deuterocanonici, e non era accettata da tutti: i Vangeli riportano a questo proposito una disputa tra Gesù e alcuni Sadducei, i quali la negavano (Matteo 22,23-33; Marco 12,18-27; Luca 20,27-40). Gesù riaffermò la risurrezione e aggiunse che essa non sarebbe stata una replica di questa vita, ma una condizione sostanzialmente diversa:
(Luca 20,34-36)
Apocalisse 3,5 e Apocalisse 20,12 affermano che i nomi dei salvati sono scritti nel libro della vita creato da Dio. Atti 2,25-28, citando Salmi 16, afferma che Dio non abbandonerà la vita del suo servitore negli Inferi né lascerà che il suo fedele veda la fossa (la corruzione).
1 Corinti 15 stabilisce un parallelo fra la risurrezione di Gesù e quella futura del genere umano, intesa come gloria che i meritevoli della salvezza avranno nella Comunione dei santi. Secondo la teologia cattolica, anche il dogma dell'Assunzione di Maria al cielo in anima e corpo anticipa e prefigura la resurrezione della carne alla fine dei tempi.
La Tradizione Apostolica di sant'Ippolito già a cavallo tra II e III secolo affermava il dogma della risurrezione della carne all'interno di un simbolo di fede di 8-9 proposizioni, molto simile al Simbolo degli Apostoli, fede presente anche nel Credo di Aquileia..
L'Oratio ad Graecos (capp. V e XIII), di Taziano il Siro, discepolo di san Giustino, in seguito seguace dell'eresia valentiniana, è uno dei testi cristiani più antichi che pone in relazione la Resurrezione della carne con la creazione dal nulla per irradiazione luminosa del Verbo di Dio, identificato con Gesù Cristo. La resurrezione della carne è pensabile solamente in relazione al fine ultimo impresso da Dio creatore alla creatura umana. Taziano prosegue con le seguenti affermazioni, cadendo in eresia dal punto di vista dei Padri della Chiesa: l'anima condannata al castigo eterno si dissolve dopo la morte e sarà resuscitata da Dio alla fine dei tempi per il castigo senza fine; viceversa, l'anima che ha conosciuto Dio e la verità, ha la possibilità di non dissolversi dopo la morte e di ricevere la vita di Dio dal primo istante della separazione dal corpo fino alla fine dei tempi e oltre. Tuttavia, Taziano e Giustino non chiariscono con precisione quale fosse lo stato delle anime destinate alla salvezza subito dopo la morte del corpo terreno. Taziano menzionò anche la caduta degli angeli e l'opera tentatrice dei demoni.
Nel IV secolo Gregorio di Nissa, per bocca della sorella Macrina, scrive il trattato L'anima e la risurrezione in cui cerca di dimostrare il dogma della risurrezione della carne.
Sant'Agostino ne parlò estesamente in quattro opere: De fide et symbolo, Opus imperfectum contra  Julianum, De Catechizandis Rudibus e l'Enchiridion.
Il cristianesimo afferma che la risurrezione di Gesù, risorto tre giorni dopo la morte di croce, anticipa e preannuncia la risurrezione della carne per tutti gli uomini. Ad esempio, san Paolo nella Prima lettera ai Corinzi scrive:
(1 Corinzi 15,20-26)
Secondo san Tommaso, la corporeità ha due significati. Il primo è quello di essere l'unica forma sostanziale del corpo, la quale gli conferisce le tre dimensioni dello spazio. Tale forma sostanziale unica è l'anima razionale che conferisce le tre dimensioni nella materia signata che le è propria. Il secondo significato è quello di forma accidentale quantitativamente estesa in tre dimensioni spaziali.
La Chiesa cattolica insegna che la risurrezione dei corpi è un dogma, una verità di fede. Vi è la promessa che il corpo che si riunirà all'anima, dopo il Giudizio Universale sarà dotato, almeno per quelli che si troveranno in Paradiso (il Purgatorio cesserebbe di esistere al momento della fine del mondo) di speciali caratteristiche ("corpo glorioso"): sarà incorruttibile, non potrà più ammalarsi o perire; sarà perfetto, cioè privo degli eventuali difetti che aveva nel mondo; sarà identico, a parte i difetti, al corpo che si aveva in vita; non gli occorrerà nutrirsi, dormire, curarsi; si sposterà istantaneamente da un luogo all'altro; sarà infine la glorificazione dell'essere umano, premiato per la sua vita conforme ai dettami della legge divina.
Nell'Inferno anche le anime dei dannati riavranno, alla fine, il loro proprio corpo, con il quale proveranno le pene che già provavano con l'anima, consistenti innanzitutto nella privazione della visione  beatifica di Dio, pur anelando grandemente di goderla  (pena del senso), oltre alla pena del danno in grado maggiore, in quanto inflitta all'anima e al corpo risorto.
In passato la Chiesa cattolica proibiva la cremazione in quanto vedeva nell'atto di distruggere il corpo la volontà di negare la risurrezione della carne, e in effetti tale pratica era in uso tra atei ed agnostici dichiarati. Oggi la cremazione è tollerata, purché il fedele non neghi il dogma della risurrezione della carne. D'altra parte, o cremato o sotterrato nell'interno del sarcofago, in condizioni normali, il corpo di un defunto finisce per dissolversi, per essere "ricreato" del tutto al momento della risurrezione finale, dopo il Giudizio Universale.
Secondo san Tommaso d'Aquino, la libertà della volontà umana e la libertà dell'anima sono un tema trasversale alle confessioni religiose, che quindi non identifica e caratterizza singolarmente la fede cristiana. La specificità del Cristianesimo è la fede nella resurrezione della carne che sul piano soggettivo completa la felicità dell'anima nel conseguimento del suo fine ultimo che è la visione della verità e la contemplazione di Dio; sul piano oggettivo, invece, la resurrezione della carne eleva fino al massimo valore possibile il grado di partecipazione della sostanza umana a quella di Dio.
Tale visione antropologica, fondata su una corrispondenza fra piano soggettivo della persona e piano oggettivo (o intersoggettivo) della sostanza, trova un precedente autorevole nel pensiero di Platone, per il quale la conoscenza della verità è pienamente fruibile solamente per l'anima disincarnata dopo la morte (Fedone, 66a e 66b).

## Aspetti teologici
Anche se la resurrezione della carne appartiene alle verità di fede, risulta tutt'altro che irrazionale ritenere che Dio possa ricongiungere all'anima col corpo che ha conosciuto, amato, sofferto e liberamente aderito al Bene durante la vita terrena.